# Josef Penížek
Josef Penížek (23. března 1858 Stádlec – 3. srpna 1932 Tatranská Lomnica) byl český novinář a překladatel. Přes padesát let působil v redakci Národních listů, z toho převážnou část (1882–1918) jako parlamentní zpravodaj ve Vídni. Po vzniku ČSR se přestěhoval do Prahy, kde vedle novinářské činnosti přednášel na Svobodné škole politických nauk. Překládal z ruštiny (např. Zločin a trest), slovinštiny a němčiny; sepisoval rovněž paměti (Z mých pamětí). Byl oceňován pro rozsáhlé všeobecné vědomosti, jazykové znalosti, pracovitost a vybrané společenské chování.

## Život
Narodil se 23. března 1858 ve Stádlci u Tábora. Po absolvování táborského gymnázia vystudoval slavistiku, germanistiku a filosofii na Vídeňské univerzitě. Už jako student byl literárně činný. Zprvu se chtěl stát básníkem; psal básně a jiné drobné literární příspěvky do školního časopisu i do místního týdeníku Tábor. Tam na sebe také upozornil smělými divadelními kritikami, jimiž reagoval na představení místních ochotníků. Přispíval i do časopisů Ruch a Literární listy. Během studií ve Vídni byl členem Českého akademického spolku a spoluredigoval Slovanský almanach. Poté, co vláda zkonfiskovala druhý ročník tohoto almanachu (údajně kvůli propagování panslavismu), odjel Penížek do Kyjeva, kde přijal místo vychovatele.
Roku 1882 se vrátil do Vídně a začal pracovat jako asistent Gustava Eima, proslulého parlamentního zpravodaje Národních listů. Převzal od něj pevný charakter, horlivost, pracovitost, vybrané společenské chování i touhu po stálém studiu a zdokonalování, a po jeho předčasné smrti (7. února 1897) byl jmenován šéfem vídeňské redakce Národních listů. Byl moderním novinářem své doby – zajímala ho politika, ekonomika, kultura, sociální situace i zahraniční události. Stal se tvůrcem a budovatelem českého parlamentního zpravodajství. Měl porozumění pro politickou dynamiku. Pracovitostí i vystupováním se mu podařilo překonat nedůvěru vídeňských politiků a úředníků, kterou tradičně projevovali vůči neněmeckým novinářům, zajistil mnoho cenných kontaktů a získal respekt české žurnalistice.
Vedle Národních listů rovněž spolupracoval s dalšími periodiky – po roce 1900 vydával Slawische Correspondenz, byl spolupracovníkem České revue, psal články do několika ročníků Českožidovského kalendáře (ostatně pocházel z židovské rodiny) a byl korespondentem lublaňského časopisu Slovenski Narod. Byl rovněž autorem článků s českou tematikou pro německojazyčné listy.
Po vzniku Československa přesídlil do Prahy. Vedle redakční práce se zde zapojil do veřejné a pedagogické činnosti. Byl zvolen předsedou Sdružení parlamentních zpravodajů i do výboru jiných spolků (např. Národohospodářský sbor jihočeský). Nově zřízená Svobodná škola politických nauk, v níž vyučoval žurnalistiku, ho zvolila za čestného člena výboru.
Počátkem roku 1927 byl v centru kontroverze ohledně novoročního interview s prezidentem T. G. Masarykem. Při soukromém rozhovoru s Josefem Schieszlem, odborovým přednostou Kanceláře prezidenta republiky, měl vyjádřit zájem o uskutečnění interview s prezidentem. J. Schieszl mu pak zajistil audienci. Předseda národních demokratů, Karel Kramář, jehož politickou linii Národní listy podporovaly, ale zastával zásadně negativní stanovisko k prezidentským interview (považoval je za ohrožení nadstranickosti prezidenta) a pod jeho vlivem redakce rozhodla, že se Penížkova návštěva může uskutečnit pouze jako společenská, zdvořilostní událost bez výstupu v tisku. Po uskutečněné návštěvě otiskly dva konkurenční deníky, Demokratický střed a Národní osvobození, k velké nelibosti Národních listů části zmíněného rozhovoru. Následovala nepříjemná výměna názorů mezi Penížkem a redakcí na jedné straně, radou Schieszlem a redaktory jiných listů (např. Karlem Čapkem) na druhé, protože jejich verze událostí — co Penížek vlastně žádal a co přijal s jakými výhradami — se podstatně lišily. (Záležitost obecně souvisela s diskusí o roli a postavení prezidenta; například ve stejné době se řešila silvestrovská oslava v Čapkově vile, kde Karel Čapek v zábavných scénkách za přítomnosti T. G. Masaryka zesměšnil tři významné politiky, Karla Kramáře, Jana Šrámka a Bohumíra Šmerala, čímž si rovněž vysloužil ostré odsouzení od redakce Národních listů.)
8. září 1928 ho na Národní třídě zachytilo projíždějící auto a při následném pádu se vážně zranil na pravé ruce. Léčil se v podolském sanatoriu, ruka ale zůstala do značné míry ochromena. Nezbylo mu, než se naučit psát levou. Delší texty od té doby diktoval, přičemž, byl-li vyrušen, vždy si přesně pamatoval, kde skončil. Paměť měl spolehlivou do vysokého věku.
Velmi si oblíbil Slovensko, zejména Tatry. Zemřel náhle na infarkt myokardu během letního pobytu v Tatranské Lomnici 3. srpna 1932 po půlnoci. Pohřben byl 8. srpna na Olšanech za účasti mnoha novinářů a dalších osobností.

## Ocenění
Penížek byl v novinářských kruzích vážený pro rozsáhlé všeobecné vědomosti, jazykové znalosti a dokonalou paměť. Říkali mu „živý lexikon“, znal řadu osobností a pamatoval si mnoho podrobností z historie. Byl rovněž velmi rychlý a přesný zpravodaj. Národní listy byly například díky němu prvním českým deníkem, který otiskl zprávu o sebevraždě korunního prince Rudolfa v Mayerlingu r. 1889; těsně po jeho hovoru byla odpojena telefonní linka.
Před první světovou válkou mu byl udělen titul císařského rady; podle vzpomínky uveřejněné roku 1928 ale tento titul soukromě spíše zesměšňoval. V únoru 1927 byl vyznamenán polským řádem Polonia Restituta.

## Dílo
Vedle novinářské činnosti byl Penížek rovněž překladatelem a autorem memoárů. Knižně vyšly:
- Poslední Habsburg : několik hrstí letmých vzpomínek (1922)
- Z mých pamětí : z let 1878–1918 (3 svazky, 1922–1928), anekdotickým způsobem tu popisoval vídeňské politické zákulisí[1]
- Alois Rašín : úvahy a vzpomínky (1926)
- Česká aktivita v letech 1878-1928 (dva díly, 1928–1932)

Překlady
- Josip Jurčič: Tugomer : tragoedie v pěti jednáních (1882)
- Ivan Sergejevič Turgeněv: I.S. Turgeněva Básně v prose (1883)
- Fjodor Michajlovič Dostojevskij: Zločin a trest (1883)

Souborná díla
- Politické úvahy Gustava Eima (1898)
- Rašínův památník (1927), spoluautoři: František Fousek a Antonín Pimper; viz též Alois Rašín

Vydal rovněž překlad Dostojevského románu Zločin a trest (na pokračování jako románovou přílohu Nár. listů r. 1882) a některých dalších literárních děl z ruštiny, slovinštiny a němčiny.